# Works (album, Pink Floyd)
Works je sedmé výběrové album britské skupiny Pink Floyd. Vydáno bylo v červnu 1983 jejich dřívějším americkým vydavatelem Capitol Records a bylo určeno pro americký trh.
Album Works neobsahuje nejznámější skladby Pink Floyd, nachází se zde spíše méně známé písně často v odlišných verzích. Deska je známá především tím, že se na ní nachází skladba „Embryo“, původně určená pro album Ummagumma, která však nebyla dokončena a před Works byla vydána pouze na raritní kompilaci Picnic – A Breath of Fresh Air. Dalším zajímavým faktem jsou namixované přechody mezi písněmi „See Emily Play“/„Several Species…“ a „Fearless“/„Brain Damage“ či část „Speak to Me“ přidaná ke skladbě „One of These Days“.

## Seznam skladeb
| Strana 1 | Strana 1                                                            | Strana 1                       | Strana 1                         | Strana 1 |
| Pořadí   | Název                                                               | Autor                          | Původní album                    | Délka    |
| -------- | ------------------------------------------------------------------- | ------------------------------ | -------------------------------- | -------- |
| 1.       | One of These Days (nový mix s přidanou částí skladby „Speak to Me“) | Waters, Wright, Mason, Gilmour | Meddle (1971)                    | 5:50     |
| 2.       | Arnold Layne (simulované stereo)                                    | Barrett                        | singl (1967)                     | 2:52     |
| 3.       | Fearless                                                            | Waters, Gilmour                | Meddle (1971)                    | 6:08     |
| 4.       | Brain Damage (alternativní mix)                                     | Waters                         | The Dark Side of the Moon (1973) | 3:50     |
| 5.       | Eclipse (alternativní mix)                                          | Waters                         | The Dark Side of the Moon (1973) | 1:45     |

| Strana 2       | Strana 2                                                                                    | Strana 2       | Strana 2                              | Strana 2 |
| Pořadí         | Název                                                                                       | Autor          | Původní album                         | Délka    |
| -------------- | ------------------------------------------------------------------------------------------- | -------------- | ------------------------------------- | -------- |
| 1.             | Set the Controls for the Heart of the Sun                                                   | Waters         | A Saucerful of Secrets (1968)         | 5:23     |
| 2.             | See Emily Play (simulované stereo)                                                          | Barrett        | singl (1967)                          | 2:54     |
| 3.             | Several Species of Small Furry Animals Gathered Together in a Cave and Grooving with a Pict | Waters         | Ummagumma (1969)                      | 4:47     |
| 4.             | Free Four                                                                                   | Waters         | Obscured by Clouds (1972)             | 4:07     |
| 5.             | Embryo                                                                                      | Waters         | Picnic – A Breath of Fresh Air (1970) | 4:39     |
| Celková délka: | Celková délka:                                                                              | Celková délka: | Celková délka:                        | 42:10    |